# Monica Bella Ullmann-Broner
Monica Bella Ullmann-Broner, geborene Bella Ullmann, (* 2. März 1905 in Nürnberg; † 7. Dezember 1993 in Stuttgart) war eine deutsche Textildesignerin.

## Leben
Monica Bella Ullmann-Broner entstammt einer jüdischen Hopfenhändlerfamilie. Die Eltern sorgten für ihre umfassende Ausbildung und schickten sie 1926 an der Schule Loheland bei Fulda. Vermutlich absolvierte sie von 1927 bis 1929 eine Ausbildung zur Werklehrerin in Hildesheim. 1929 schrieb sie sich als Studentin am Bauhaus in Dessau ein. Sie belegte den Vorkurs der Farblehre bei Josef Albers und analytisches Zeichnen bei Wassily Kandinsky. Ullmann-Broner besuchte auch Kurse bei Hinnerk Scheper zur Wandmalerei, bei Joost Schmidt zur Illustration, und bei Walter Peterhans zur Fotografie. Auf einem 1930 vom Bauhausmitschüler und KPD-Angehörigen Max Gebhardt gestalteten Plakat posiert sie mit ausgestrecktem Arm und zur Faust geballten Hand. Die Bildmontage enthält die Aufschrift „Werktätige Frauen. Kämpf mit uns! Wählt Kommunisten. Liste 4“. Ihre Ausbildung erhielt Ullmann-Broner in der Werkstatt für Weberei unter Gunta Stölzl, wo sie an Entwürfen für die Industrie beteiligt war.
1933 heiratete sie in München den Bauingenieur Karl Ernst Rosenthal. Die Ehe wurde 1938 geschieden. In der Zeit des Nationalsozialismus geriet sie als Halbjüdin in Gefahr und ging nach Palästina. Dort arbeitete sie von 1936 bis 1938 mit dem ehemaligen Bauhausstudenten und Architekten Arieh Sharon im Städtebau zusammen. In Palästina heiratete sie den Maler und Architekten Erwin Heilbronner, der aus der jüdischen Bankiersfamilie Broner aus München stammte. Das Paar ging nach Amerika und ließ sich 1938 in Los Angeles nieder, wo sie als Ausstatterin beim Film tätig war. Beim Erhalt der amerikanischen Staatsbürgerschaft änderten sie den Familiennamen in Broner. 1948 zog das Paar nach Krumville im Bundesstaat New York, wo die in die Vereinigten Staaten emigrierte Familie von Ullmann-Broner seit 1941 eine Farm besaß. Im selben Jahr trennte sich das Paar und Ullmann-Broner ging bis 1949 nach Paris. Dort war sie als Filmfotografin bei den Aufnahmen zu Alice im Wunderland tätig. Anschließend arbeitete sie in den amerikanischen Südstaaten für die Textilindustrie als  Textildesignerin und später in New York als Illustratorin von Kinderbüchern. Arbeiten von Ullmann-Broner wurden 1956 im Museum of Modern Art in einer Ausstellung zu Textilien gezeigt. 1968 kehrte sie im Zusammenhang mit der Jubiläumsausstellung 50 Jahre Bauhaus nach Deutschland zurück und lebte in Stuttgart, wo sie nicht mehr künstlerisch tätig war. Hier setzte sie sich für die Bewahrung des Erbes des Bauhauses ein.